# Agripí de Nàpols
Sant Agripí de Nàpols (segle iii dC) fou un bisbe de Nàpols venerat a la ciutat com a sant. Segons la tradició, Agripí fou el sisè bisbe de Nàpols, va viure a finals del segle iii, tot i que no fou màrtir.

## Cerimònia i veneració
Agripí no és tan popular com el sant de Nàpols San Gennaro.
La fundació de l'església San Gennaro extra Moenia de Nàpols està connectada a les catacumbes de San Gennaro, les més grans del sud d'Itàlia. La primera estructura fou probablement el resultat de la fusió de dos cementiris, un d'ells del segle II que conté les restes de Sant Agripí i altres del segle iv que contenen les restes de San Gennaro.
El 1744, el cardenal Giuseppe Spinelli, arquebisbe de Nàpols, dirigí la recerca de les relíquies de Sant Agripí. Trobà una gerra de marbre amb la inscripció: Relíquies que es creu que són del cos de Sant Agripí.
Les seves relíquies es col·locaren sota l'altar de la catedral de Nàpols al costat dels cossos de Sant Eutic i Acuti, sants companys de San Gennaro.